# Stadtbefestigung Wertheim

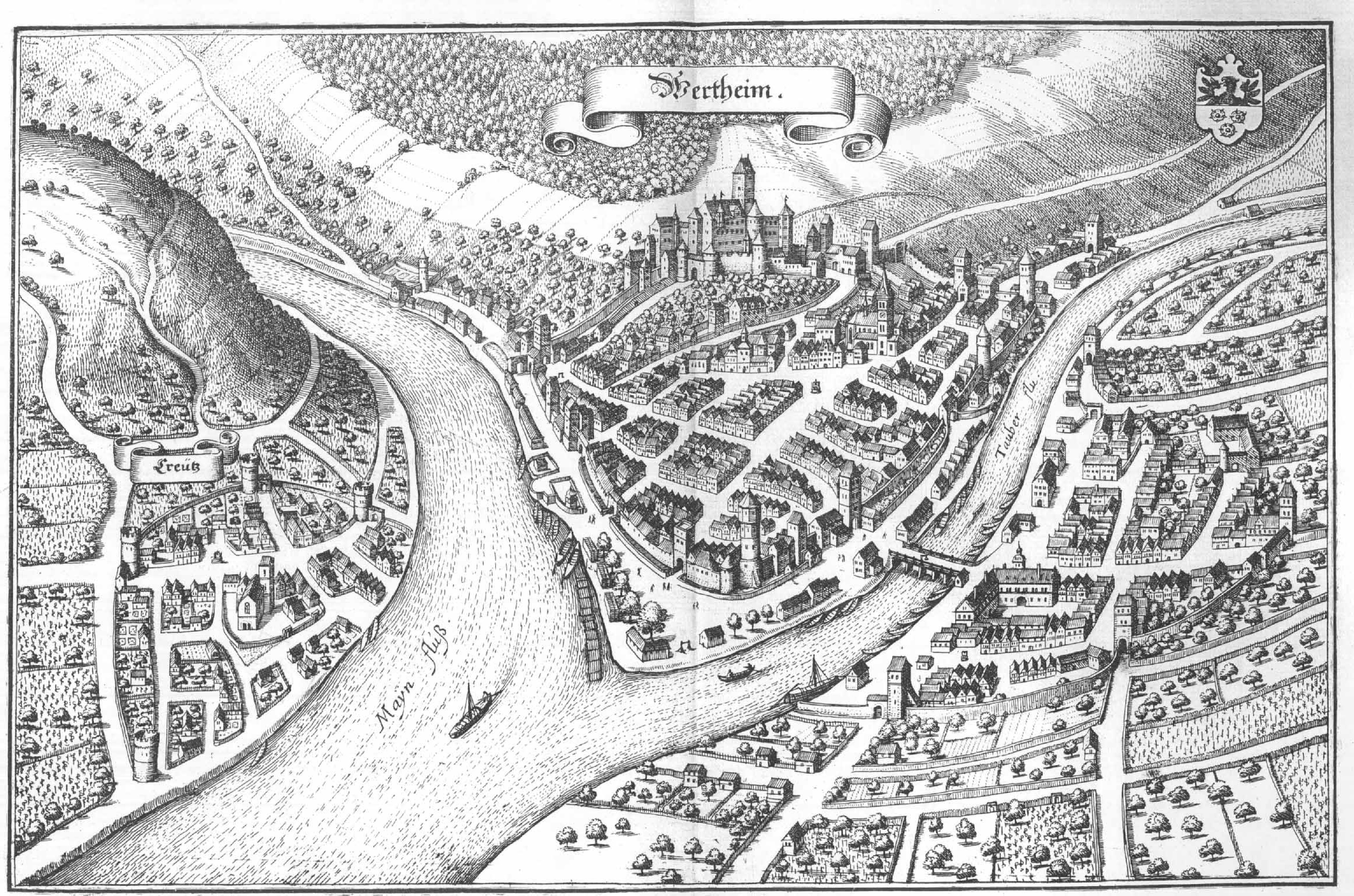
Wertheim mit der Burg Wertheim und der Stadtbefestigung im Bereich der Mündung der Tauber in den Main um 1656. Kupferstich von Matthäus Merian

Die Stadtbefestigung Wertheim bezeichnet die ehemaligen Befestigungswerke der Kernstadt Wertheim im Main-Tauber-Kreis in Baden-Württemberg.

## Geschichte
Die Wertheimer Stadtbefestigung wurde im 12. und 13. Jahrhundert mit Toren, Türmen und Stadtmauern errichtet. Im Jahre 1895 wurde eine 370-seitige Beschreibung der historischen Wertheimer Befestigungsanlagen veröffentlicht. Für die Gesamtanlage Wertheim liegt ein Denkmalpflegerischer Werteplan mit dem Stand 5. November 2008 vor, in dem die heute noch erhaltenen Kulturdenkmale ausführlich beschrieben werden.

## Bauten

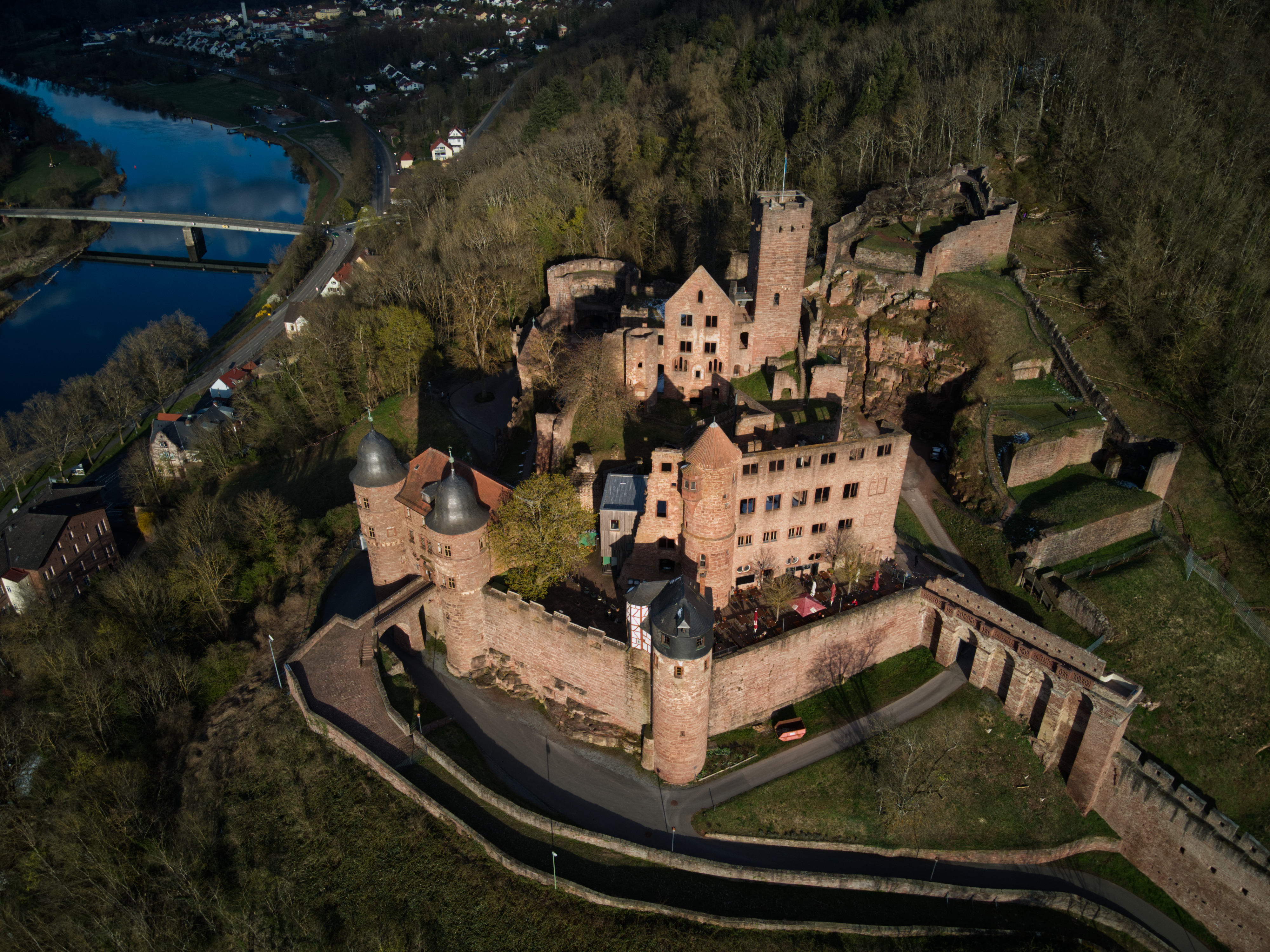
Burg Wertheim mit Stadtmauerresten, Schlossgasse

Die folgenden noch bestehenden Überreste der mittelalterlichen Stadtbefestigung stehen heute als Sachgesamtheit Stadtbefestigung Wertheim unter Denkmalschutz:

### Burg
- Schlossgasse: Burg Wertheim. Als idealtypische Burgsiedlung ist die Altstadt in das Befestigungssystem der Burg integriert.[4] Daneben sind folgende Bestandteile der Befestigung der Taubervorstadt erhalten:[1]

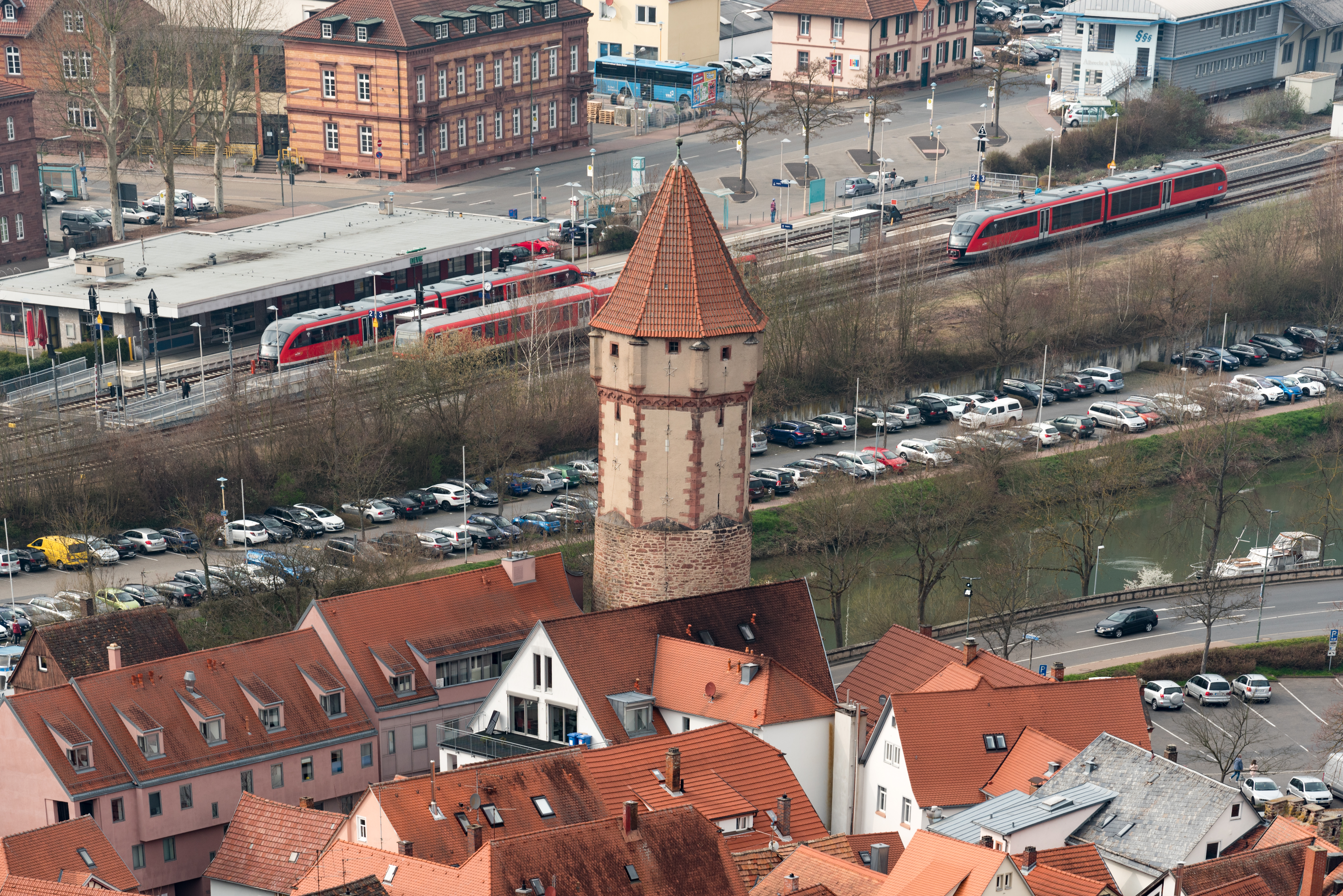
Spitzer Turm, Mainplatz 2

### Türme und Tore
- Mainplatz 2: Spitzer Turm. Mittelalterlicher Wachturm, ehemals nicht in die Stadtmauer eingebunden.[1] Wartturm, später Stadtmauerturm.[4]
- Mainplatz 8 (bei): Maintor.[1][4]
- Mühlenstraße 26 (bei): Weißer Turm, später auch Hoher Turm. Mittelalterlicher Befestigungsturm. Aussichtsturm mit Aufgangsrampe, Inschriftenstein von 1838.[1][4]
- Nebenmaingasse 9 (bei): Grünauer Tor bzw. Zolltor über der Zollgasse, mittelalterliches Stadttor.[1][4]
- Nebenrittergasse 8 (bei): Faulturm bzw. Kittsteinturm oder Roter Turm mit Faultor (Kittsteintor).[1][4]

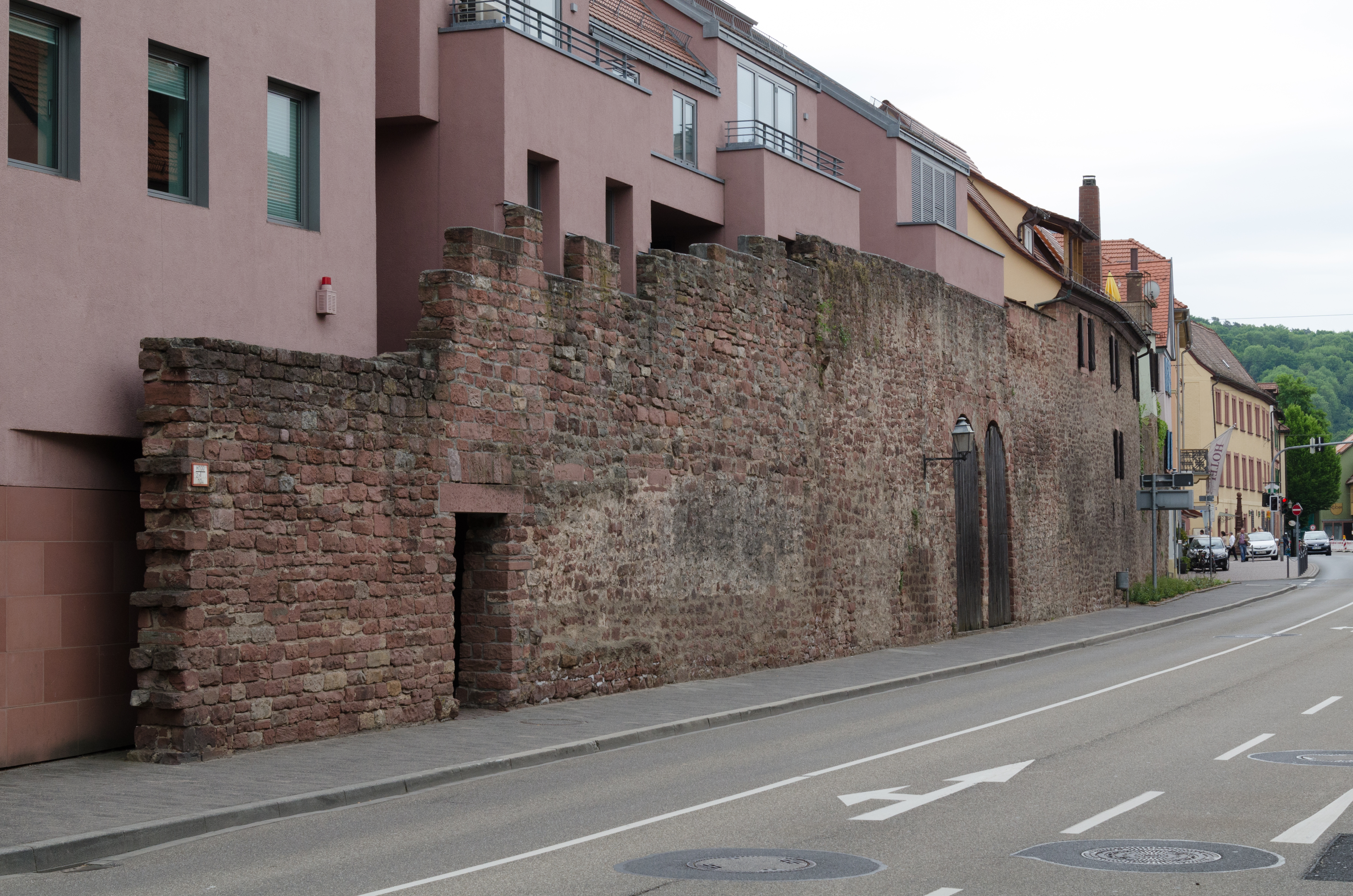
Stadtmauerrest, Rechte Tauberstraße

### Stadtmauerreste
- Friedleinsgasse 12 (ehemals Nr. 10): Stadtmauerrest.[4]
- Hämmelsgasse 20: Stadtmauerrest.[4]
- Lindenstraße 1: Stadtmauerrest.[4]
- Mühlenstraße 26 (bei): Stadtmauerrest.[1][4]
- Nebenrittergasse 8 (bei): Wehrgang und Stadtmauerrest.[1][4]
- Rechte Tauberstraße: Stadtmauerrest.[4]
- Schlossgasse (bei): Südlicher Mauerschenkelzug bei der Burg[1] sowie Stadtmauerrest unterhalb der Burg.[4]